# 希樂星
有限公司希樂星（日语：有限会社希楽星）是一家位於日本東京都澀谷區初台的演員、聲優經紀公司。
希樂星是自從成立以來，所屬的演員、聲優大多是年長人士的經紀公司。由於所有演員、聲優有很深資歷的優勢，因此經常在電視劇或重現劇中參演。如奧野匡、久保晶及森康子等成熟演員皆所屬該公司。

## 所屬演員

### 男性
| 行 - 麻生潤也 - 天野充人 - 新井量大 - 有村圭助 - 市原清彥 - 大塚洋 - 奧野匡 - 小野豐 行 - 狩野謙 - 鐮田拓也 - 神本十兵衛 - 川上直己 - 川越悠 - 神崎孝一郎 - 菊口富雅 - 菊原祐太朗 - 岸本光正 - 柏木風太朗 - 久保晶 - 久世恭弘 | 行 - 才勝 - 佐藤旭 - 佐藤祐一 - 椎名泰三 - 茂木和範 - 島英司 - 白倉慎介 - 鈴木達也 - 須永慶 行 - 田中允貴 - 天現寺龍 - 戶澤佑介 - 卜字高雄 行 - 中村建彥 - 中山克己 - 中宅間敏彰 - 夏井貴浩 - 西丸亮 - 二宮聰 - 沼崎悠 - 野村信次 | 行 - 長谷川譽 - 藤本至 - 舩阪裕貴 - 古川慎 - 古川真司 - 逸見廣大 - 堀田興生 - 本田清澄 - 本多晉 行 - 前田昌明 - 松澤重雄 - 松村明 - 牟田浩二 - 森井睦 - 森喜行 ～行 - 藥師寺順 - 山口河童 - 山口友和 - 山崎滿 - 若尾義昭 - 若林幸樹 |

### 女性
| 行 - 青木和代 - 蘆澤孝子 - 東啓子 - 泉美樹里 - 伊東知香 - 稻垣 - 井上麻美 - 上之平多香 - 押元奈緒子 - 小野敦子 - 恩田惠美子 行 - 加藤美智子 - 金子路代 - 上村依子 - 唐木知繪美 - 川口凛 - 木内友三 - 菊地香織 - 喜田智津子 - 喜多道枝 - 北川智繪 - 木村翠 - 越山深喜 - 小林節子 - 小森琴世 - 小山亞由子 | 行 - 坂本美加 - 島岡花 - 清水 - 東海林梨紗 - 水津亞子 - 鈴木弘美 - 鈴木美生代 行 - 高崎佳代 - 高柳葉子 - 田中香子 - 外海多伽子 - 戶村美智子 - 友木千尋 行 - 中澤敦子 - 西尾景子 - 野野宮香織 - 呑山仁奈子 | 行 - 萩原萠 - 原田千枝子 - 廣澤惠 - 藤本洋子 - 星野晶子 行 - 益田愛子 - 松岡晶 - 松田真知子 - 丸山瑠真 - 三輪優子 - 森康子 - 諸橋玲子 行 - 山口美代子 - 有里湖 |

## 過往所屬主要演員

### 男性
- 淺沼晉平（日语：浅沼晋平）
- 阿部六郎（日语：阿部六郎）
- 伊藤達彥（日语：伊藤達彦）
- 伊藤正博（日语：伊藤正博）
- 大田正樹（日语：大田正樹）
- 加賀谷純一（日语：加賀谷純一）（在籍中死去）
- 加世幸市（日语：加世幸市）（在籍中死去）
- 加勢田進（日语：加勢田進）
- 加藤治（日语：加藤治）（在籍中死去）
- 金杉太朗（日语：金杉太朗）（在籍中死去）
- 龜山助清（日语：亀山助清）（在籍中死去）
- 庄司永建（日语：庄司永建）（在籍中死去）
- 林昭夫（日语：林昭夫）
- 松村彥次郎（日语：松村彦次郎）（在籍中死去）
- 三川雄三（在籍中死去）

### 女性
- 市川千惠子（日语：市川千恵子）
- 上原由惠（日语：上原由恵）（在籍中死去）
- 上月麻未（日语：上月麻未）
- 坂卷佑（日语：坂巻佑）
- 水津亞子（日语：水津亜子）
- 田口萌（日语：田口萌）
- （舊藝名：松美、松美里杷）
- 真山惠衣（日语：真山惠衣）
- 宮內順子（日语：宮内順子）
- 藤咲舞（日语：藤咲舞）
- 由起艷子（日语：由起艶子）

## 外部連結
- 有限公司希樂星公式官網 （页面存档备份，存于） （日語）